# 尤哈斯·伊什特万
尤哈斯·伊什特万（匈牙利語：Juhász István，1945年7月17日—），生于布达佩斯，匈牙利男子足球运动员。他曾代表匈牙利国家队参加1968年夏季奥林匹克运动会足球比赛，获得一枚金牌。